# Tamara Ferrari
Tamara Ferrari (Cosenza, ...) è una giornalista e scrittrice italiana.

## Biografia
Giornalista e scrittrice, esperta di criminalità organizzata e inviata di guerra. Per dodici anni ha lavorato presso il settimanale Vanity Fair (Condé Nast), sul cui sito curava il blog Malanova e il canale Diversamente Vanity.

Ha lavorato per il Tgcom; è stata responsabile di cronaca nera e giudiziaria del quotidiano calabrese La provincia Cosentina. Ha lavorato per il settimanale Giallo (Cairo Editore), per il quotidiano Avvenire e per Glamour.com. Ha scritto per Anna, Elle e Oggi7News, inserto settimanale del quotidiano italo-newyorchese America Oggi.

Nel 2005 è stata autrice dello scoop mondiale sul Tgcom sul risveglio di Salvatore Crisafulli, il siciliano che in stato vegetativo permanente sentiva e capiva tutto. Da quella esperienza è nato il libro Con gli occhi sbarrati - La straordinaria storia di Salvatore Crisafulli (L'Airone editore, 2006).

Suo, nel 2009, lo scoop di Vanity Fair sugli africani sfruttati nella raccolta degli agrumi a Rosarno, in Calabria.

Nel 2014 ha pubblicato per Spartaco Edizioni il libro Il confine sminato - Cronache da Siria, Iraq, Afghanistan, Libia, Sud Sudan, Bosnia ed Erzegovina, Italia.

Una sua testimonianza sui rifugiati chiude il libro di Marco Ehlardo, Terzo settore in fondo (Spartaco Edizioni, 2014).

Dall'8 marzo 2014 gira l'Italia insieme a un gruppo di artisti con il progetto Privata, mostra d'arte contemporanea che si accompagna a dibattiti, incontri nelle scuole e workshop per sensibilizzare contro il fenomeno del femminicidio.

## Riconoscimenti
- Menzione speciale al Premio giornalistico d'inchiesta Gruppo dello Zuccherificio, Ravenna, settembre 2015
- Premio letterario Graziella Mirisola - II edizione - Premio Cultura, Cosenza, giugno 2015
- Premio Angelo Maria Palmieri - categoria Senior - 1º classificato, Avezzano, maggio 2015
- Premio Wi Green - Informazione Sostenibile, III edizione, Milano, aprile 2015
- III Premio speciale giornalistico Omar 2015 per malattie rare e continuità assistenziale 2015
- Premio Arte Pentafoglio per il libro Il confine sminato 2014[8]
- Vincitrice della terza edizione del Premio giornalistico Merck Serono per il blog Malanova 2014[9]
- Vincitrice assoluta del VI Concorso internazionale Giornalisti del Mediterraneo, settembre 2014[10]
- Finalista al Premio Sodalitas - Giornalismo per il sociale 2014
- Premio Carrozzino - Libera Università di Acquappesa per l'impegno contro il femminicidio, agosto 2014[11]
- Premio Filottete, agosto 2011[12]
- I Premio Bernardino Telesio - Calabresi di successo, marzo 2011[13]

## Libri
- Con gli occhi sbarrati - La straordinaria storia di Salvatore Crisafulli, coautore Pietro Crisafulli, L'Airone ed., 2006
- Il confine sminato - Cronache da Siria, Iraq, Afghanistan, Libia, Sud Sudan, Bosnia ed Erzegovina, Italia, Spartaco Edizioni, 2014